# Fin du monde (film)
Pour plus de détails, voir Fiche technique et Distribution.
Fin du monde (titre original : Endzeit) est un film dramatique et d'horreur allemand réalisé par la réalisatrice suédoise Carolina Hellsgård d'après la bande dessinée Endzeit d'Olivia Vieweg. La première de film a lieu le 7 septembre 2018 lors du Festival international du film de Toronto 2018.

## Synopsis
Deux ans après qu'une épidémie a transformé presque toute la population mondiale en zombis, seules deux villes allemandes, Weimar et Iéna, sont les derniers vestiges de civilisation. Deux jeunes femmes, Vivi et Eva, quittent Weimar pour essayer de rejoindre Iéna par le train automatique qui les relie. Elles devront traverser un monde où la nature a repris ses droits.

## Fiche technique
- Titre original : Endzeit
- Titre anglais : Ever After
- Titre français : Fin du monde
- Réalisation : Carolina Hellsgård
- Scénario : Olivia Vieweg, d'après sa bande dessinée
- Production : Ingelore König
- Musique originale : Franziska Henke
- Photographie :
- Montage : Ruth Schönegge et Julia Oehring
- Pays d'origine :  Allemagne
- Langue originale : allemand
- Durée : 90 minutes
- Genre : drame, horreur
- Format : couleur
- Dates de sortie :
  - Canada : 7 septembre 2018 (Festival international du film de Toronto 2018)
  - Allemagne : 16 janvier 2019

## Distribution
- Gro Swantje Kohlhof : Vivi
- Maja Lehrer : Eva
- Trine Dyrholm : la jardinière
- Barbara Philipp : la directrice de l'hôpital
- Alex Werner : le vieil homme
- Amy Schuk : Renata
- Muriel Wimmer : Isabelle
- Yūho Yamashita : la mariée zombie
- Marco Albrecht : le zombi aveugle

## Accueil

### Accueil critique
L'accueil critique du film est plutôt positif. L'agrégateur de critiques américain Rotten Tomatoes donne une score de 80 % avec 25 avis de critiques. Cependant, le score des avis de spectateurs est très inférieur avec 36 %.